# Kaaskeri (ö, lat 60,59, long 21,26)
Kaaskeri är en ö i Finland. Den ligger i Skärgårdshavet och i kommunen Gustavs i landskapet Egentliga Finland, i den sydvästra delen av landet. Ön ligger omkring 57 kilometer väster om Åbo och omkring 210 kilometer väster om Helsingfors.
Öns area är 3,2 hektar och dess största längd är 270 meter i sydväst-nordöstlig riktning. I omgivningarna runt Kaaskeri växer i huvudsak barrskog.